# Estación de Almonaster-Cortegana
Almonaster-Cortegana es un apeadero ferroviario situado en el municipio español de Almonaster la Real, en la provincia de Huelva, aunque también presta servicio al cercano municipio de Cortegana. Las instalaciones cuentan con servicios limitados de Media Distancia operados por Renfe.

## Situación ferroviaria
Las instalaciones ferroviarias se encuentran ubicadas en el punto kilométrico 94,1 de la línea férrea de ancho ibérico que une Zafra con Huelva a 557 metros de altitud, entre las estaciones de Jabugo-Galaroza y de Valdelamusa. El tramo es de vía única y está sin electrificar. 

## Historia
La estación fue abierta al tráfico el 1 de enero de 1889, con la apertura del tramo Zafra-Valdelamusa de la línea férrea que unía Zafra con Huelva. Las obras corrieron a cargo de la Zafra-Huelva Company. Esta modesta compañía de capital inglés mantuvo la explotación del recinto hasta la nacionalización del ferrocarril en España y la creación de RENFE en 1941. Desde el 31 de diciembre de 2004 Renfe Operadora explota la línea mientras que Adif es la titular de las instalaciones ferroviarias. En fechas recientes las instalaciones ferroviarias fueron rehabilitadas, convirtiéndose en un simple apeadero. 

## Servicios ferroviarios

### Media Distancia
En esta estación efectúan parada los servicios de Media Distancia de la línea 73 de Media Distancia de Renfe y que tienen como principales destinos las ciudades de Huelva y  Jabugo. Otro MD continúa a Zafra en fines de semana y allí se puede hacer trasbordo y alcanzar destinos como Mérida, Cáceres, Plasencia, Talavera de la Reina y Madrid. 
| Línea MD | Trenes | Origen/Destino |  | Destino/Origen      |
| -------- | ------ | -------------- |  | ------------------- |
| 73       | MD     | Huelva         |  | Jabugo-Galaroza     |
| 73       | MD     | Huelva         |  | Zafra Madrid-Atocha |